# Gobernador general de las Bahamas
El gobernador general de las Bahamas es el representante del monarca de las Bahamas, actualmente el rey Carlos III, en la Commonwealth de las Bahamas. El gobernador general es nombrado por el monarca por recomendación del primer ministro de las Bahamas. Las funciones del gobernador general incluyen nombrar ministros, jueces y embajadores; dar consentimiento real a la legislación aprobada por el parlamento; y convocar elecciones.
El gobernador general observa las convenciones del sistema de Westminster y del gobierno responsable, mantiene una neutralidad política y debe actuar siempre únicamente según el consejo del primer ministro. El gobernador general también tiene un papel ceremonial: organiza eventos en la residencia oficial (la Goverment House en la capital, Nasáu) y otorga honores a personas y grupos que contribuyen a las Bahamas y a sus comunidades. Cuando viaja al extranjero, el gobernador general es visto como el representante de las Bahamas y su monarca. El gobernador general cuenta con el apoyo de un personal encabezado por el secretario oficial del gobernador general.
Los gobernadores generales suelen ser nombrados por un período de cinco años, aunque formalmente sirven "a discreción del monarca". Desde el 1 de septiembre de 2023, la gobernadora general es Cynthia A. Pratt.
El cargo de gobernador general se creó el 10 de julio de 1973, cuando las Bahamas se independizaron del Reino Unido como Estado soberano y monarquía constitucional independiente. Desde entonces, 12 personas han ocupado el cargo de gobernador general.

## Lista de gobernadores generales de las Bahamas
| No. | Imagen                     | Nombre (Nacimiento–Mierte)          | Tiempo en el cargo        | Tiempo en el cargo                      | Tiempo en el cargo       | Monarca (Reinado)     |
| No. | Imagen                     | Nombre (Nacimiento–Mierte)          | Fecha de toma de posesión | Fecha de abandono del cargo             | Tiempo en el cargo       | Monarca (Reinado)     |
| --- | -------------------------- | ----------------------------------- | ------------------------- | --------------------------------------- | ------------------------ | --------------------- |
| 1   |                            | Sir John Paul (1916–2004)           | 10 de julio de 1973       | 31 de julio de 1973                     | 21 días                  | Isabel II (1973–2022) |
| 2   |                            | Sir Milo Butler (1906–1979)         | 1 de agosto de 1973       | 22 de enero de 1979 (†)                 | 5 años y 174 días        | Isabel II (1973–2022) |
| –   |                            | Doris Sands Johnson (1921–1983)     | 22 de enero de 1979       | 23 de enero de 1979 (en funciones)      | 1 día                    | Isabel II (1973–2022) |
| –   |                            | Sir Gerald Cash (1917–2003)         | 22 de enero de 1979       | 23 de septiembre de 1979 (en funciones) | 244 días                 | Isabel II (1973–2022) |
| 3   |                            | Sir Gerald Cash (1917–2003)         | 23 de septiembre de 1979  | 25 de junio de 1988                     | 8 años y 276 días        | Isabel II (1973–2022) |
| –   |                            | Sir Henry Milton Taylor (1903–1994) | 26 de junio de 1988       | 28 de febrero de 1991 (en funciones)    | 2 años y 247 días        | Isabel II (1973–2022) |
| 4   |                            | Sir Henry Milton Taylor (1903–1994) | 28 de febrero de 1991     | 1 de enero de 1992                      | 307 días                 | Isabel II (1973–2022) |
| 5   |                            | Sir Clifford Darling (1922–2011)    | 2 de enero de 1992        | 2 de enero de 1995                      | 3 años                   | Isabel II (1973–2022) |
| 6   |                            | Sir Orville Turnquest (n. 1929)     | 3 de enero de 1995        | 13 de noviembre de 2001                 | 6 años y 314 días        | Isabel II (1973–2022) |
| –   |                            | Dame Ivy Dumont (n. 1930)           | 13 de noviembre de 2001   | 1 de enero de 2002 (en funciones)       | 49 días                  | Isabel II (1973–2022) |
| 7   |                            | Dame Ivy Dumont (n. 1930)           | 1 de enero de 2002        | 30 de noviembre de 2005                 | 3 años y 333 días        | Isabel II (1973–2022) |
| –   |                            | Paul Adderley (1928–2012)           | 1 de diciembre de 2005    | 31 de enero de 2006 (en funciones)      | 62 días                  | Isabel II (1973–2022) |
| 8   |                            | Arthur Dion Hanna (1928–2021)       | 1 de febrero de 2006      | 14 de abril de 2010                     | 4 años y 72 días         | Isabel II (1973–2022) |
| 9   |                            | Sir Arthur Foulkes (n. 1928)        | 14 de abril de 2010       | 8 de julio de 2014                      | 4 años y 85 días         | Isabel II (1973–2022) |
| 10  |                            | Dame Marguerite Pindling (n. 1932)  | 8 de julio de 2014        | 28 de junio de 2019                     | 4 años y 355 días        | Isabel II (1973–2022) |
| 11  |                            | Sir Cornelius A. Smith (n. 1937)    | 28 de junio de 2019       | 31 de agosto de 2023                    | 4 años y 65 días         |                       |
| 11  | Carlos III (2022–presente) | Sir Cornelius A. Smith (n. 1937)    | 28 de junio de 2019       | 31 de agosto de 2023                    | 4 años y 65 días         |                       |
| 12  |                            | Cynthia A. Pratt (n. 1945)          | 1 de septiembre de 2023   | En el cargo                             | 1 año, 9 meses y 14 días |                       |